# Dinar (Bezirk)
Dinar ist eine Stadt und ein Landkreis in der Provinz Afyonkarahisar im Südwesten der Türkei. Die gleichnamige Stadt beherbergt knapp 57 Prozent der Einwohner des Landkreises. 
Der Landkreis liegt im Südwesten der Provinz. Er grenzt im Norden an Kızılören und Sandıklı, im Osten an Şuhut, im Süden an die Provinz Isparta, im Westen an Başmakçı und Evciler und im Nordwesten an die Provinz Denizli. Durch den Landkreis verläuft von Norden nach Süden die Fernstraße D-650, die Adapazarı im Norden mit Antalya an der Mittelmeerküste verbindet. Über die D-320 ist Dinar mit Aydın und der Westküste verbunden. Ebenfalls quert die Eisenbahnstrecke von Afyonkarahisar nach Izmir den Bezirk. Im Norden des Kreises liegt ein Ausläufer des Gebirges Sandıklı Dağı.
Der drittgrößte Landkreis der Provinz beherbergt 6,31 Prozent der Provinzbevölkerung. Er besteht neben der Kreisstadt noch aus zwei weiteren Gemeinden (Kleinstädten, Belediye): Tatarlı (2751 Einwohner, 6 Mahalle) und Haydarlı (2149 Einwohner, 7 Mahalle). Außerdem gibt es noch 60 Dörfer (Köy) mit durchschnittlich 257 Einwohnern. 18 Dörfer haben mehr Einwohner als der Durchschnitt, Yıprak (1497 Einwohner), Çiçektepe (1207) und Dikici (1052) sind die größten.